# Sebastian Adelhardt

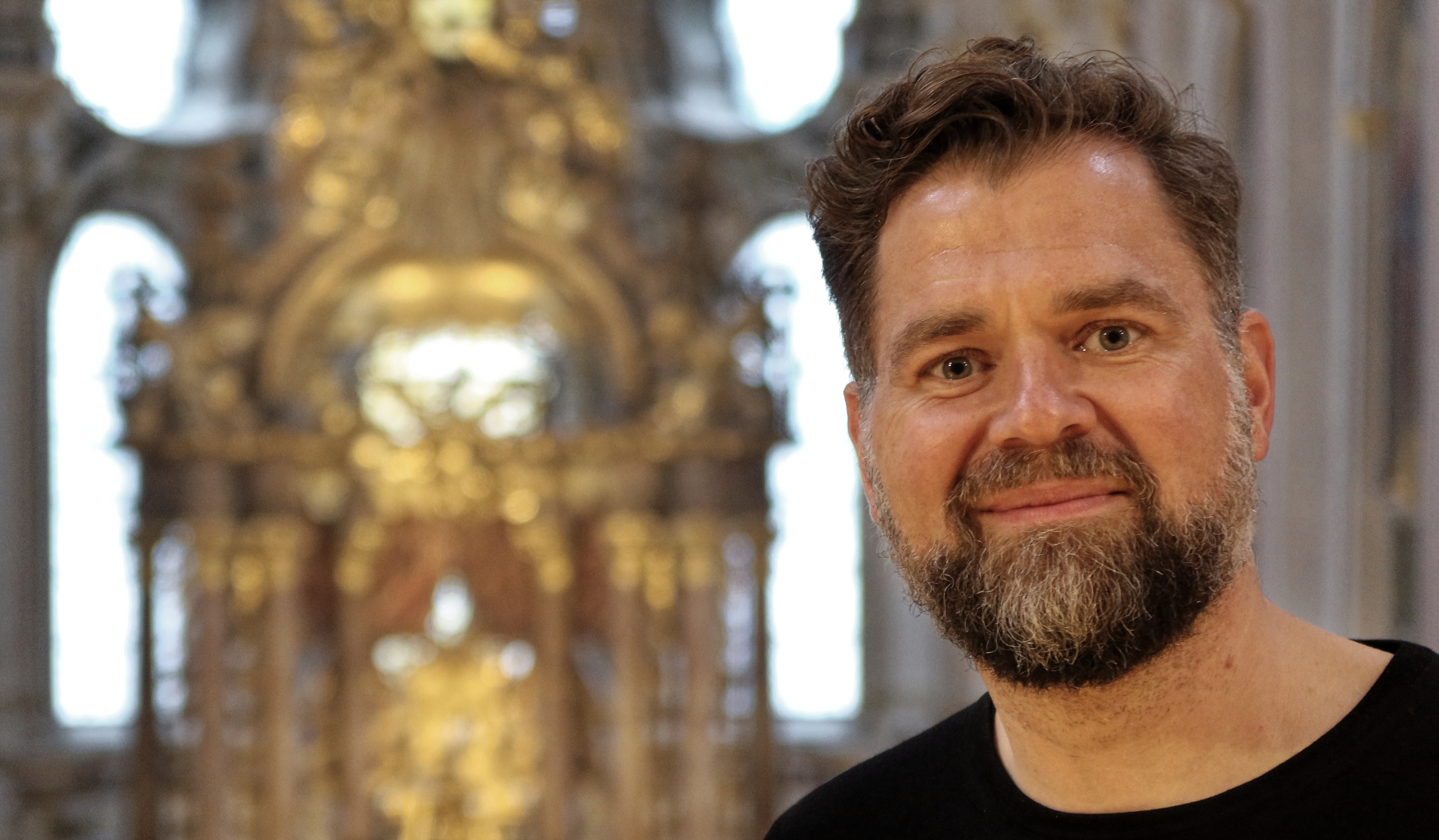
Sebastian Adelhardt, in St. Peter

Sebastian Adelhardt (* 17. Dezember 1979 in München) ist ein deutscher Kirchenmusiker, Dirigent und seit 2012 als Chordirektor und Kapellmeister in St. Peter, der ältesten Münchner Stadtpfarrkirche, tätig.

## Biografie

### Ausbildung
Sebastian Adelhardt wuchs in München auf. Er machte 1999 sein Abitur am Wilhelmsgymnasium München. Mit 14 Jahren erhielt er seinen ersten Orgelunterricht in St. Michael (Lochhausen). Von 2000 bis 2009 studierte er an der Hochschule für Musik und Theater München die Fächer Kirchenmusik, Chorleitung, Dirigieren. Seine Ausbildung als Organist erhielt er u. a. bei Harald Feller, Klavier bei Yuka Imamine und Orchesterleitung bei Christoph Adt. Im Jahr 2005 absolvierte er ein Aufbaustudium in seinem Hauptfach Chordirigieren bei Michael Gläser. Zu seinen Lehrern zählten zudem Dan-Olof Stenlund, Stephen Cleobury, Stefan Parkman und Anders Eby.

### Beruflicher Werdegang
Bereits während seiner Ausbildung war Adelhardt als Organist und Chorsänger tätig, sowie als Dirigent in Konzerten, in Kursen und Wettbewerben mit Ensembles wie dem Niederländischen Kammerchor, den Münchner Symphonikern, dem Münchener Kammerorchester und der Camerata Bern. 2003 gründete er das „ensemble soluzione & consort“, eine auf Barock- und zeitgenössische Musik spezialisierte Gruppe von Sängern und Instrumentalisten, und ist dessen künstlerischer Leiter.
Ab Januar 2006 war Adelhardt in München/Moosach als Chorleiter und Organist an der Stadtpfarrkirche St. Martin, der damals größten Pfarrei der Erzdiözese München und Freising tätig. Dort initiierte er 2007 die „Moosacher Chornacht“, die in ihrem ersten Konzert Chor- und Instrumentalmusik aus 12 Jahrhunderten darbot.
2012 berief die Münchner Stadtpfarrkirche St. Peter Sebastian Adelhardt zum Chordirektor und Kapellmeister. Dort leitet er seither die professionell ausgerichtete Kirchenmusik. Hierfür steht zum einen der „Kammerchor St. Peter“ zur Verfügung, Er besteht aus geschulten Sängerinnen und Sängern, die an Sonntagen sowie an den Festtagen im Kirchenjahr liturgiebegleitend in St. Peter wirken. Das „Vokalenensemble St. Peter“ mit seinen professionellen Sängerinnen und Sängern widmet sich schwerpunktmäßig den großen Weihnachts- und Passions-Oratorien von J. S. Bach. Das „Kirchen-Orchester St. Peter“ begleitet die Vokalgruppen von St. Peter; es ist überwiegend mit Mitgliedern bedeutender Münchner Klangkörper besetzt. Den in St. Peter seit alters her gepflegten Gregorianischen Choral bietet die „Choralschola St. Peter“ dar.
Neben seiner Tätigkeit als Musikchef von St. Peter initiiert und leitet Adelhardt Konzerte und Musikaufführungen sowohl in der Peterskirche als auch in Kirchen und Konzertsälen überwiegend im Großraum München. Besonderen Wert legt er auf Mozarts liturgische Werke, denen er 2016 zum 260. Geburtstag von Wolfgang Amadeus Mozart einen ausgedehnten Musikzyklus widmete.